# Hartshill Castle
Hartshill Castle är en slottsruin i Storbritannien.   Det ligger i grevskapet Warwickshire och riksdelen England, i den södra delen av landet, 150 km nordväst om huvudstaden London. Hartshill Castle ligger 140 meter över havet.
Terrängen runt Hartshill Castle är huvudsakligen platt. Hartshill Castle ligger uppe på en höjd.Runt Hartshill Castle är det mycket tätbefolkat, med 1 573 invånare per kvadratkilometer. Närmaste större samhälle är Coventry, 15,4 km söder om Hartshill Castle. Trakten runt Hartshill Castle består till största delen av jordbruksmark.